# 毛脉高山栎
毛脉高山栎（学名：Quercus rehderiana）是壳斗科栎属的植物，为中国的特有植物。分布于中国大陆的云南、四川、贵州、西藏等地，生长于海拔1,500米至4,000米的地区，常生于山地森林中，目前尚未由人工引种栽培。

## 别名
光叶高山栎（云南植物志）